# Ante Beljo
Ante Beljo (26. prosinca 1946., Čerin, Čitluk), hrvatski političar, saborski zastupnik.

## Životopis
Ante Beljo rođen je u Čerinu u općini Čitluk, Hercegovina, godine 1946. Osnovnu je školu pohađao u svom rodnom mjestu, a gimnaziju u Širokom Brijegu. Studirao je fiziku na Prirodoslovno-matematičkom fakultetu u Zagrebu. Emigrirao je 1967. u Austriju a otkuda je 1968. u svibnju odselio u Kanadu. Tamo je, u glavnom gradu sjevernog Ontarija, Sudburyju, osim svog redovitog posla, bio aktivnim sudionikom društvenog života Hrvata u Sjevernoj Americi i u kanadskim humanitarnim, prosvjetnim i kulturnim udrugama. Ante Beljo je bio posebno aktivan u krugovima Amnesty Internationala. On je jedan od osnivača i promicatelja Hrvatsko kanadskog folklornog saveza i Hrvatskih izvandomovinskih škola.
Tijekom demokratskih promjena u Hrvatskoj 1989. – 1990., aktivan je član Hrvatske demokratske zajednice, najprije u Kanadi, a potom u predizbornoj utrci na prvim višestranačkim izborima u Hrvatskoj te Bosni i Hercegovini.
Nakon povratka u Hrvatsku, 1990. godine osniva u siječnju 1991. Hrvatski informativni centar, kako u Hrvatskoj tako i diljem svijeta, kao i pripadajući mu Centar za prikupljanje dokumentacije i obradu podataka o Domovinskom ratu. Obavljao je dužnost ravnatelja Hrvatske matice iseljenika od svibnja 1993. do konca lipnja 2000. godine.
Za zastupnika u Hrvatskome Saboru izabran je parlamentarnim izborima 1995. godine i ponovno 2000. godine od birača iz II. izborne jedinice (Hrvati izvan Hrvatske).
Od 2004. godine u potpunosti je angažiran u radu Hrvatskog informativnog centra i širenju istine o Hrvatskoj i hrvatskome narodu. 
Član je Hrvatskog kulturnog vijeća.
Odlikovan je Redom Danice hrvatske s likom Antuna Radića (1995.).